# 박연희
박연희(朴淵禧, 1918년 9월 24일  ~ 2008년 12월 9일)는 대한민국의 소설가이다. 
함흥시 출생이다. 1948년 <백민>에 <고목>을 발표함으로써 문단에 등장했으며, 그의 작품은 사회악과 정치악에 대한 강렬한 저항의식이 주조를 이루고 있다. 1960년 자유문협상을 받았으며 작품에 <고발(告發)> <현대사> <청색회관> <그 여자의 연인> 등의 장편이 있다.